# 窦广国
窦广国（？—前151年），字少君。西汉清河郡观津县（今河北省武邑县东南）人，孝文窦皇后弟弟。

## 生平
竇廣國在四五岁时，因家境贫困，被人掳走，贩卖到外地，四處成為奴工，後又被转卖了十几户人家，最後到了宜阳（今河南宜阳西）进山挖石炭。一天黄昏，山崖边有一百多人在睡觉，突然山崩，睡在崖边的人都压死了，只有窦广国脱险逃生。不久，他跟随主人到了京師，听说姐姐成為皇后了，竇廣國还记得与姊姊一起採桑叶，从树上摔下来的情景。他把这些事详细地写下来後，託人转交给窦皇后。窦皇后见到了这一封信後，大驚，即刻把窦廣國召来，并详细问了其他一些情况，果然是她的亲弟弟。皇后还要窦廣國回忆一些过去的情景，廣國回忆道：「姊姊离我西去，我记得在驿站分别时，讨来米汤给我洗头，临走时又给我吃了饭才走的。」窦皇后泣不成声，緊握著窦廣國的手。
大臣周勃、灌婴等以吕氏之乱为戒，因窦氏兄弟出身寒微，特选有德行的长者作为他们的师傅，所以窦广国兄弟都不敢以富贵骄人。窦氏兄弟与士人同住，由此成为谦让君子，德才兼备，群臣敬服。文帝想要让窦广国做丞相，窦皇后不允。窦氏姊弟所为，朝野赞誉，对形成文景之治起了重要作用。
汉文帝后七年（前157年）汉景帝即位，封窦广国为章武侯。汉景帝六年（前151年），窦广国去世，谥号景，其子窦定继位为恭侯，窦定之后，窦常继位。

## 父亲
《新唐书·宰相世系表》窦广国之父作窦充，避秦朝之難，迁居清河，漢朝贈安成侯，葬于觀津。但是同书记载孝文皇后的父亲是窦充之兄秦大將軍竇經，竇嬰是窦充伯父窦世的儿子，比孝文皇后高一辈。这与《史记》、《汉书》记载窦广国是孝文皇后亲弟、竇嬰是孝文皇后族侄不合。